# Satz von Kegel-Wielandt
In der Mathematik ist der Satz von Kegel-Wielandt ein Lehrsatz aus der Gruppentheorie.

## Aussage
Wenn eine endliche Gruppe {\displaystyle G} das Produkt {\displaystyle G=AB} zweier nilpotenter Untergruppen ist, dann ist sie auflösbar.

## Geschichte
Philip Hall bewies 1937, dass auflösbare endliche Gruppen ein Produkt von Sylow-Untergruppen sind. Insbesondere enthält eine auflösbare Gruppe {\displaystyle G} nilpotente Untergruppen {\displaystyle G_{1},\ldots ,G_{k}} mit {\displaystyle G_{i}G_{j}=G_{j}G_{i}} für alle {\displaystyle i,j} und {\displaystyle G=G_{1}\ldots G_{k}}. Die Umkehrung, also dass eine endliche Gruppe unter diesen Annahmen auflösbar ist, wurde 1951 von Helmut Wielandt vermutet. Er zeigte, dass für paarweise vertauschbare nilpotente Gruppen {\displaystyle G_{1},\ldots ,G_{k}} das Produkt {\displaystyle G_{1}\ldots G_{k}} auflösbar ist, wenn die Produkte {\displaystyle G_{i}G_{j}} von je zweien unter ihnen auflösbar sind. Die Umkehrung des von Hall bewiesenen Satzes reduzierte sich damit auf die Frage, ob das Produkt {\displaystyle G=AB} zweier vertauschbarer nilpotenter Gruppen auflösbar ist.
Wielandt bewies diese Vermutung zunächst 1958 für den Fall, dass die Ordnungen von {\displaystyle A} und {\displaystyle B} teilerfremd sind. Das allgemeine Problem wurde darauf aufbauend 1961 von Otto Kegel gelöst.
Der Satz von Kegel-Wielandt verallgemeinert den Satz von Burnside, demzufolge endliche Gruppen der Ordnung {\displaystyle p^{a}q^{b}} (mit Primzahlen {\displaystyle p,q}) auflösbar sind: solche Gruppen sind das Produkt zweier Sylow-Untergruppen, die beide nilpotent sind.
Die entsprechende Frage für unendliche Gruppen ist offen.